# Jardim Novo Horizonte
Jardim Novo Horizonte é um bairro pertencente ao 6º distrito do município brasileiro de Magé, no estado do Rio de Janeiro.
o Bairro Jardim Novo Horizonte faz divisa com o bairro Maita, sentido a Parada Angélica, faz divisa com o bairro Vila Piabetá, sentido Maurimácia, faz divisa com o bairro Buraco da Onça, sentido Entrada de Piabetá, e faz diviza com o Bairro Vila Carvalho, sentido Piabetá.
Depois de anos de abandono, passou por várias obras de urbanização, que deram nova vida ao bairro: Ruas asfaltadas, reforma do posto de saúde. O mercado local não absorve a mão-de-obra existente, fato que obriga os moradores a se aventurarem nos grandes centros de municípios vizinhos. Os índices de criminalidade são baixos.
Uma das principais Rua do bairro, a rua 9, possui alguns comércios: Existem padarias, mercearias, casa de ração, bares, cabeleireiros, posto de saúde. 
A rua Nacionalista, também é muito importante para o bairro, pois nela, o único ônibus que atende o município, o ônibus da empresa RODOBUS, linha Parque dos Paranhos. 
A rua Ildebrando de Araujo Gomes, é uma rua muito importante, pois nela passa o único ônibus intermunicipal, da empresa TREL, linha Xerém / Imbariê, essa rua também está localizada a linha férrea, o trem é o meio de transporte muito utilizado pelos moradores do bairro, pois o mesmo atende municípios importantes como Rio de Janeiro, Duque de Caxias, Belford Roxo, Raiz da Serra. 
O bairro é cercado pelo Rio Caioaba, hoje transformado em valão, pois o saneamento básico é precário, os esgotos do moradores é despejado neste rio. 
A única escola do bairro é a, Escola Municipal Professora Alice da Silva Santos de Paiva, situada na rua 01, escola de nível fundamental, desde o 1º ano até o 5º ano, antiga 4ª série. 
Na Travessa A, esquina com a rua 1, possui uma grande igreja, a Assembléia de Deus Ministério Rua Guarani, uma das primeiras Igrejas evangélicas do Bairro Jardim Novo Horizonte.
No bairro existe o convento das Freiras, também localizado na rua 01, o convento é um ponto de referencia para os moradores, pois é uns dos poucos conventos do município de Magé.